# An Angel at My Table
An Angel at My Table is een Nieuw-Zeelandse biografische film uit 1990 onder regie van Jane Campion en is gebaseerd op de autobiografieën van Janet Frame. De hoofdrol wordt vertolkt door Kerry Fox.

## Verhaal
Janet Frame was een slim kind dat als tiener ten onrechte de diagnose schizofrenie kreeg waardoor ze acht jaar doorbracht in psychiatrische instellingen en elektroshockbehandelingen onderging.

## Rolverdeling
| Acteur          | Personage                |
| --------------- | ------------------------ |
| Kerry Fox       | Janet Frame (volwassene) |
| Alexia Keogh    | Janet Frame (kind)       |
| Karen Fergusson | Janet Frame (tiener)     |
| Iris Churn      | moeder                   |
| Kevin J. Wilson | vader                    |

## Release en ontvangst
An Angel at My Table ging op 6 september 1990 in première op het Filmfestival van Venetië in de competitie voor de Gouden Leeuw waar hij een staande ovatie kreeg en onder andere de Grote Juryprijs won. De film kreeg overwegend positieve kritieken van de filmcritici, met een score van 96% op Rotten Tomatoes, gebaseerd op 23 beoordelingen.

## Prijzen en nominaties
De belangrijkste:
| Jaar | Prijs                         | Categorie                 | Genomineerde(n)           | Uitslag     |
| ---- | ----------------------------- | ------------------------- | ------------------------- | ----------- |
| 1991 | Film Independent Spirit Award | Beste internationale film | Beste internationale film | Gewonnen    |
| 1990 | Filmfestival van Venetië      | Gouden Leeuw              | Jane Campion              | Genomineerd |
| 1990 | Filmfestival van Venetië      | Grote Juryprijs           | Jane Campion              | Gewonnen    |
| 1990 | Filmfestival van Venetië      | OCIC-prijs                | Jane Campion              | Gewonnen    |
| 1990 | Filmfestival van Venetië      | FIPRESCI-prijs            | Jane Campion              | Gewonnen    |